# Spilogona chishimensis
Spilogona chishimensis är en tvåvingeart som beskrevs av Shinonaga och Zhang 2000. Spilogona chishimensis ingår i släktet Spilogona och familjen husflugor. Inga underarter finns listade i Catalogue of Life.